# 紐倫堡大都市區

紐倫堡大都市區在德國的位置

紐倫堡大都市區（Nuremberg Metropolitan Region）是11個德國大都市區之一，中心城市是紐倫堡，覆盖巴伐利亚州北部。紐倫堡大都市區人口約有350萬人，面積2.13萬平方公里，國內生產總值約有1340億歐元，聚集了約12萬家企業並創造了約190萬個就業崗位，是德國經濟最發達的地區之一。